# Schumann-resonans
Schumann-resonans (SR) er flere toppe i den ekstreme lavfrekvente (ELF) og nogle toppe i den super lavfrekvente (SLF) del af jordens elektromagnetiske spektrum. Schumann-resonanserne er en verdenomspændende elektromagnetisk resonans, som anslås af lynudladninger i det område som findes mellem jordoverfladen inkl. især havoverfladen og ionosfæren.

## Beskrivelse
Dette globale elektromagnetiske resonansfænomen er navngivet efter fysikeren Winfried Otto Schumann, som forudsagde det matematisk i 1952. Schumann-resonans eksisterer, fordi rummet mellem jordoverfladen og den elektrisk ledende ionosfære virker som en elektromagnetisk bølgeleder. Jordens begrænsede størrelse får denne bølgeleder til at virke som en resonanshulrum for elektromagnetiske bølger i det ekstreme lavfrekvente frekvensbånd. Hulrummet anslås naturligt af energi fra lynnedslag. Schumann-resonansfrekvenser iagttages i spektret af det naturlige elektromagnetiske baggrundsstøj, som enkeltstående toppe på ekstremt lavfrekvente frekvenser (ELF) omkring 7,8, 14,3, 20,8, 27,3 og 33,8 Hz.
Grundfrekvensen i schumann-resonansen er en stående bølge i jordens ionosfærehulrum, med en bølgelængde som er lig med jordens omkreds. Denne lavfrekvente (og højintensive) bølge hos schumann-resonansen optræder med en frekvens på omkring 7,8 Hz. Yderligere resonansfrekvenser optræder med ca 6,5 Hz mellemrum, en egenskab som skyldes atmosfærens sfæriske geometri. Toppene har en spektral bredde på omkring 20% grundet dæmpning. Den ottende overtone ligger på ca. 59,9 Hz.
Schumann-resonanser anvendes til at måle den globale lynaktivitet.